# Torsktjärnen (Söderbärke socken, Dalarna)
Torsktjärnen är en sjö i Smedjebackens kommun i Dalarna och ingår i Norrströms huvudavrinningsområde.